# Бучани
Бучани (словац. Bučany) — село, громада округу Трнава, Трнавський край. Кадастрова площа громади — 16.58 км².
Населення 2394 особи (станом на 31 грудня 2020 року).

## Історія
Бучани згадуються 1258 року.

## Населення
| Рік:            | 1994. | 2004.   | 2014.   | 2024.   |
| --------------- | ----- | ------- | ------- | ------- |
| Кількість осіб: | 2050  | 2157    | 2300    | 2380    |
| Різниця:        |       | +5,21 % | +6,62 % | +3,47 % |

| Рік:            | 2023. | 2024.   |
| --------------- | ----- | ------- |
| Кількість осіб: | 2386  | 2380    |
| Різниця:        |       | -0,25 % |